# Carlos Berrizbeitia
Carlos Eduardo Berrizbeitia Giliberti (Cumaná, estado Sucre, Venezuela; 24 de febrero de 1962) es un político y licenciado en relaciones industriales venezolano. Actualmente es miembro de la Asamblea Nacional de Venezuela, representando a la circunscripción del estado Carabobo como diputado.
Forma parte de la junta directiva de la Asamblea Nacional presidida por el diputado del estado Vargas Juan Guaidó, en donde Berrizbeitia es el segundo vicepresidente.
También es secretario general de Proyecto Venezuela, una formación que nace de una escisión del antiguo partido tradicional socialcristiano Copei.

## Vida
Berrizbeitia se graduó como licenciado en relaciones industriales en la Universidad Católica Andrés Bello. Secretario Nacional Proyecto Venezuela.
Fue diputado por el estado Sucre en 2000, candidato a alcalde del municipio Sucre del estado Sucre en 2004 y en 2010 fue elegido diputado a la Asamblea Nacional por el estado Carabobo, respaldado por el partido Proyecto Venezuela para el período 2011-2016 y nuevamente para el período 2016-2021.
El 5 de enero de 2020 fue elegido segundo vicepresidente del parlamento en una elección disputada por la administración de Maduro.